# Joseph Putz
Joseph Putz (ur. 24 kwietnia 1895 w Brukseli, zm. 28 stycznia 1945 w Grussenheim) – francuski wojskowy, pułkownik, uczestnik pierwszej i drugiej wojny światowej, żołnierz Brygad Międzynarodowych w czasie wojny domowej w Hiszpanii.

## Życiorys
Został powołany w czasie pierwszej wojny światowej i dołączył do armii francuskiej w szeregach piechoty. Po wzięciu udziału w kilku bitwach na terenie Alzacji, wstąpił do kawalerii, opancerzonej jednostki, w której uczestniczył do końca wojny w stopniu porucznika. Opuścił armię i pracował w związku zawodowym Confédération générale du travail unitaire (CGTU), w ramach administracji miejskiej.
W chwili wybuchu wojny domowej w Hiszpanii w 1936, przyłączył się do Brygad Międzynarodowych w obronie legalnego rządu republikańskiego. Został przydzielony do XIV Brygady, dowodził batalionem Henri Barbusse, następnie zastąpił Karola Świerczewskiego jako dowódca brygady i Aldo Morandi jako szefa sztabu. Był także dowódcą 1 Dywizji w obronie Bilbao w Kraju Basków. Został ranny kilkakrotnie i promowany w ramach Brygad do stopnia podpułkownika, powrócił do Francji, by w końcu przenieść się do Algierii jako urzędnik miejski.
Inwazja hitlerowskich Niemiec Francję zastała go w Algierii. Zmobilizowany w randze kapitana, wstąpił do francuskich zmotoryzowanych jednostek w Afryce Północnej, III batalion RMT, ale szybka klęska Francji uniemożliwiła mu walkę. Z lądowaniem aliantów w Afryce Północnej w 1942 roku, wraz z gaullistami i hiszpańskimi republikanami na uchodźstwie zorganizował oddział, który walczył przeciwko nazistom w Maroku. Oddział, już jako batalion kontynuował działalność w następnym roku w Tunezji. Jego batalion został włączony, w skład 3. batalionu pułku piechoty Czadu. Ze swoją jednostką uczestniczył w inwazji na Normandię, zginął w walce w Grussenheim kilka miesięcy przed końcem wojny.
Odznaczony Krzyżem Oficerskim Legii Honorowej, krzyżami wojennymi (czterokrotnie Croix de Guerre 1914-1918 oraz czterokrotnie Croix de Guerre 1939-1945) i Orderem Wyzwolenia (na mocy dekretu z 24 marca 1945).